# تشارلي كيمبل
تشارلي كيمبل (بالإنجليزية:  Charlie Kimball)‏ مواليد 20 فبراير 1985 في إنجلترا، هو سائق فورملا 1 أمريكي.

## سباقات شارك فيها
- بطولة فورمولا 3 البريطانية
- سلسلة إندي كار
- إنديانابوليس 500

## وصلات خارجية
- تشارلي كيمبل على موقع Racing-Reference.info (الإنجليزية)
- تشارلي كيمبل على موقع DriverDB.com (الإنجليزية)
- الموقع الرسمي